# Grevijeva zebra
Grevijeva zebra (lat. Equus (Hippotigris) grevyi) je najveća vrsta zebre. Prepoznatljiva je po uskim prugama i velikim zaobljenim ušima. Živi u istočnoj Africi - Keniji i Etiopiji. Ime je dobila po francuskom predsjedniku Julesu Grévyju, kome je vlada Abesinije 1880-ih tih poklonila jedan primjerak te vrste.

## Opis
Po izgledu se vidljivo razlikuje od ostalih vrsta zebri. To je najveća vrsta iz porodice konja (Equidae}, ako ne računamo domaće pasmine. Visoka je 1,45 do 1,60 m u ramenima i duga 2,5 - 2,75 m, od glave do repa. Rep je dugačak do 75 cm. Teška je između 350 i 450 kg.
Ima vrlo uske i gusto raspoređene pruge. Na vratu su malo šire. Pruge su im, za razliku od ostalih vrsta zebri, izražene i na nogama, sve do kopita. Jedino im je trbuh bijel, bez pruga. Uši su im vrlo velike i okrugle. Glava im je velika, izdužena i uska, a griva visoka i podignuta.

## Rasprostranjenost
Nekada je živjela u većem dijelu Kenije, Etiopije, Eritreje i Somalije. Danas se održala samo u sjevernoj Keniji i dijelovima južne Etiopije, gdje se nalaze izolirane populacije. Prilagođena je na polusušne ravnice, prekrivene grmljem i gustiš, iako za vrijeme suša više voli predjele bogate vodom.

## Prehrana
Hrani se uglavnom travom, premda također jede lišće, šiblje i koru drveća. Provodi veliki dio dana na ispaši.

## Ponašanje
Udružuju se u manje skupine na kraće razdoblje, od nekoliko mjeseci. Mužjaci uglavnom provode vrijeme sami, na teritoriju koju obilježavaju gomilama balege. Pare se sa ženkama koje lutaju po njihovoj teritoriji. Mužjaci se bore između sebe za teritorij i ženke.
Ženke rađaju po jednog mladunca svake druge godine. Mladi ne piju vodu prva tri mjeseca života, hraneći se samo mlijekom.